# Чебеньки
Чебеньки — село в Оренбургском районе Оренбургской области. Административный центр Чебеньковского сельсовета.

## География
Село расположено на расстоянии 53 км к северо-востоку от города Оренбург, административного центра района и области.

### Часовой пояс
Село Чебеньки как и вся Оренбургская область, находится в часовой зоне МСК+2. Смещение применяемого времени относительно UTC составляет +5:00.

## Население
| 2002 | 2010  | 2021  |
| ---- | ----- | ----- |
| 3515 | ↗3896 | ↗4457 |